# Estación Arts-Loi/Kunst-Wet
La estación Arts-Loi/Kunst-Wet es una estación del sistema del metro de Bruselas en la ciudad de Bruselas. Es una de las tres estaciones del sistema donde se encuentran todas las líneas que lo conforman (1, 2, 5 y 6). Se localiza bajo la intersección de "Rue de la Loi/Wetstraat" y "Avenue des Arts/Kunstlaan", siendo esta última parte del anillo interior de la ciudad. El nivel más inferior de la estación fue inaugurado el 17 de diciembre de 1969, pero por entonces, la estación servía al sistema de tranvías. El primer convoy subterráneo paró aquí el 20 de septiembre de 1976. Por entonces sólo había dos líneas, las 1A y 1B, que se separaba en dos ramales en la estación Mérode.
La estación fue agrandada hacia 1988 con la apertura de la estación de la antigua línea 2, localizada en el nivel superior. La estación se usa principalmente por pendulares, ya que hay algunos lugares de interés turístico en los alrededores.

## Decoración interior
Como en otras muchas estaciones de metro de Bruselas, esta también tiene obras de arte en su interior:
- Ishtar, 1980, bajorrelieve de Gilbert Decock.
- Ortem, 1976 de Jean Rets.